# تاکایاما شیگه‌تومو
تاکایاما اوکون (به ژاپنی: 高山右近 Dom Justo Takayama) یک سامورایی و یکی از دایمیوهای مسیحی در دوره آزوچی-مومویاما و دوره ادو بود. وی از اهالی ولایت ستسو و پسر تاکایاما توموترو بود. تاکایاما در سال ۱۵۶۴ هنگامی که دوازده ساله بود به مسیحیت غسل تعمید داده شده بود، اگرچه به مرور زمان به دلیل اعمالش به عنوان یک سامورایی، ایمان خود را نادیده گرفت. او سرانجام درست پس از مراسم سن بلوغ در سن ۲۰ سالگی دوباره ایمان خود را احیا کرد. او موقعیت خود را رها کرد و خود را وقف ایمانش کرد و به مانیل تبعید شد.